# Louisiana Woman, Mississippi Man
Louisiana Woman, Mississippi Man är ett album från 1973 av countryartisterna Conway Twitty och Loretta Lynn. Albumet såväl som titellåten blev stora hitar på Billboards countrylistor.

## Låtlista
1. "Louisiana Woman, Mississippi Man" (Bluefield, Owens)
2. "For Heaven's Sake" (Allen, Fuller, Vaughn)
3. "Release Me" (Miller, Williams, Yount)
4. "You Lay So Easy on My Mind" (Fields, Rice, Riis)
5. "Our Conscience, You and Me" (White)
6. "As Good as a Lonely Girl Can Be" (Harden)
7. "Bye Bye Love" (Bryant, Bryant)
8. "Living Together Alone" (Burnett, McClure)
9. "What Are We Gonna Do About Us" (Twitty)
10. "If You Touch Me" (Stampley, Taylor, Wilson)
11. "Before Your Time" (Markham, Twitty)